# Świstowa Przełęcz
Świstowa Przełęcz (słow. Svišťové sedlo, niem. Mautsteinjoch, węg. Vám-kő-hágó, 2192 m n.p.m.) – szeroka przełęcz w głównej grani Tatr, położona pomiędzy Świstowym Szczytem (Svišťový štít, 2383 m) a Graniastą Turnią (Hranatá veža, 2261 m). Dokładniej oddziela ona Złotnikową Kopę (Svišťová kopa) w masywie Świstowego Szczytu od Złotnikowej Czuby (Rovienková stena) w masywie Graniastej Turni. Przełęcz stanowi najniższe obniżenie głównej grani Tatr na długim odcinku – od Cubryny aż po Modrą Turnię. Po północnej stronie przełęczy znajduje się dolina Rówienki (Rovienková dolina), a po południowej – Dolina Staroleśna (Veľká Studená dolina).
Na przełęcz nie prowadzi żaden szlak turystyczny. Wejście bez znaków od strony Doliny Staroleśnej jest pozbawione trudności, natomiast na stronę Rówienek opada z przełęczy urwisko. Z tego powodu pomimo niskiego położenia Świstowa Przełęcz nie ma praktycznego znaczenia jako połączenie dolin leżących po przeciwnych stronach grani. Nazwa pochodzi od pobliskiego Świstowego Szczytu.
Pierwsze znane wejścia:
- latem – August Otto i Johann Hunsdorfer senior, 20 lipca 1897 r.,
- zimą – Arno Puškáš i towarzysze, 3 marca 1955 r.